# Discelium nudum
Discelium es el único género de musgo en la familia Disceliaceae; que contiene la única especie Discelium nudum. Esta especie es rara, pero se encuentra ampliamente distribuida en los climas fríos y templados del Hemisferio Norte.